# Departamento de Juan B. Alberdi
Departamento de Juan B. Alberdi är en kommun i Argentina.   Den ligger i provinsen Tucumán, i den norra delen av landet, 1 100 km nordväst om huvudstaden Buenos Aires.
I omgivningarna runt Departamento de Juan B. Alberdi växer i huvudsak lövfällande lövskog. Runt Departamento de Juan B. Alberdi är det glesbefolkat, med 20 invånare per kvadratkilometer.